# トルクァト・ディ・テラ大学

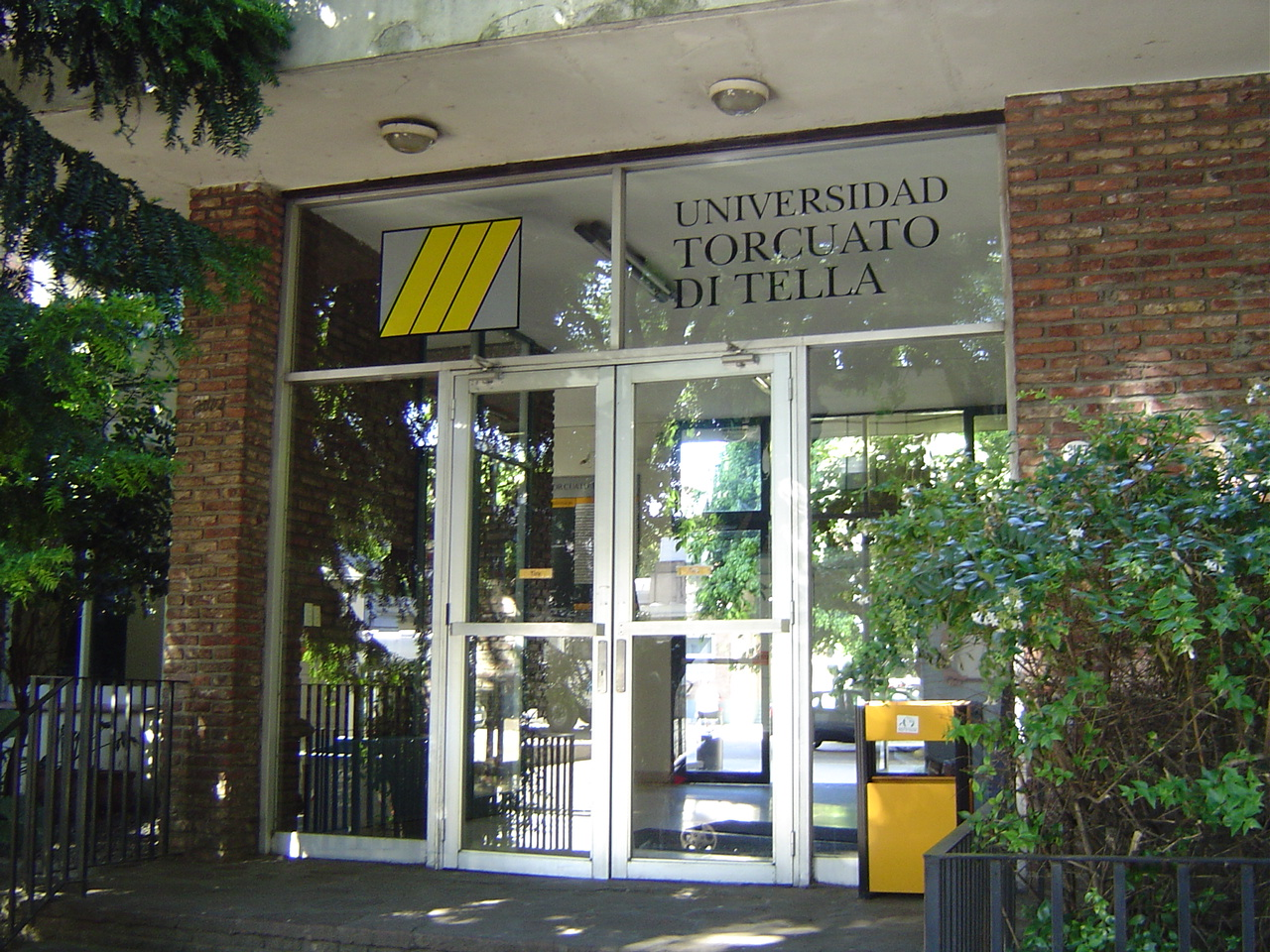
本校舎

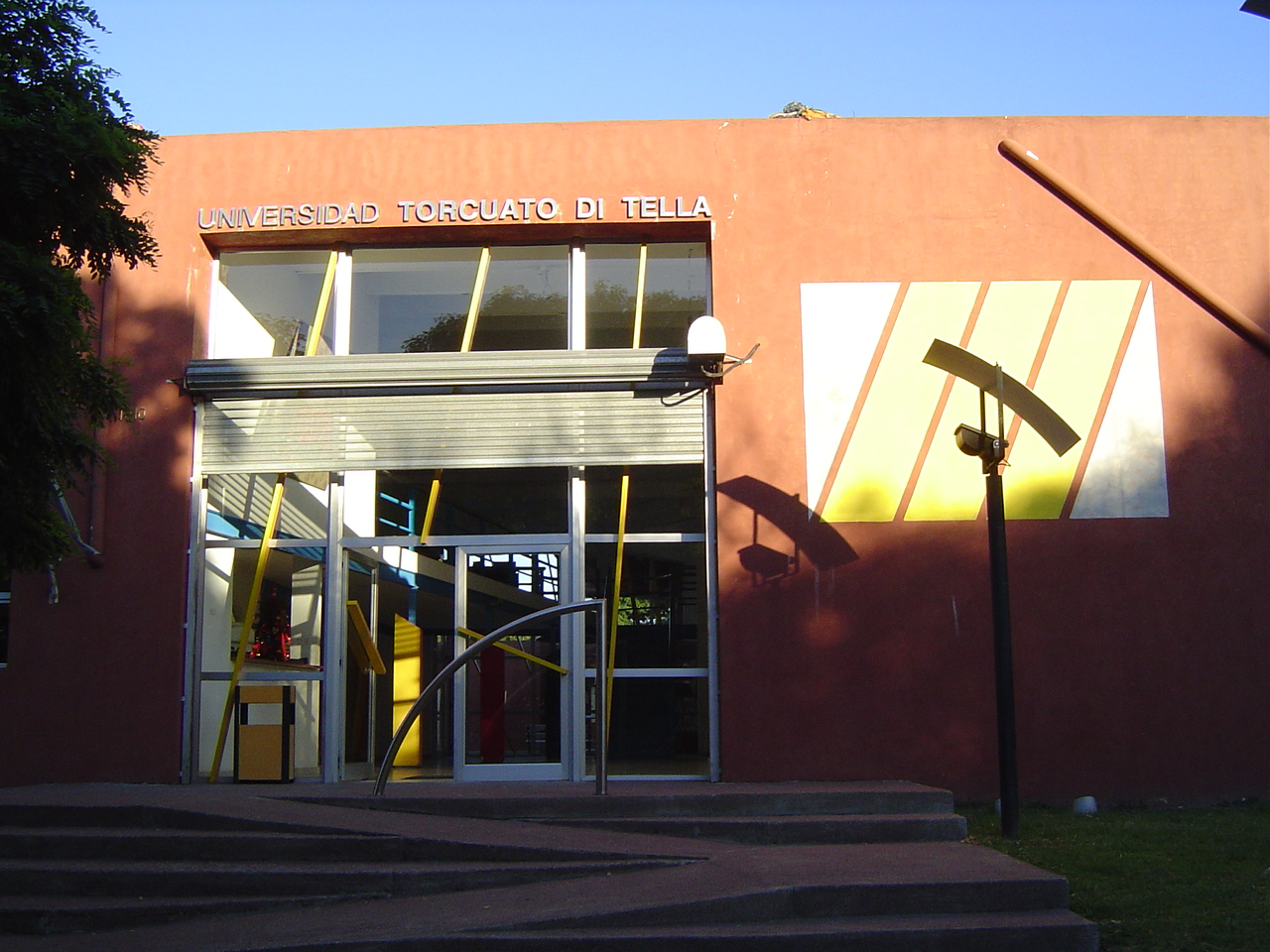
経営学部

トルクァト・ディ・テラ大学(UNIVERSIDAD TORCUATO DI TELLA、UTDT)とは、アルゼンチン、ブエノスアイレスにある私立大学である。
トルクァト・ディ・テラ基金およびトルクァト・ディ・テラ研究所によって、1991年に建学された。
建学の精神は、「次世代を担う、企業家/経営者、政治家、社会活動家、学者を育成する」ことであり、特に社会科学の分野での研究が盛んである。

## 教育プログラム
- 法学部（Escuela de Derecho）
- 政治経済学部（Escuela de Gobierno）
- 経営学部（Escuela de Negocios）
- 国際関係学科（Departamento de Ciencia Política y Estudios Internacionales）
- 経済学科（Departamento de Economía）
- 歴史学科（Departamento de Historia）
- 数学科（Departamento de Matemática y Estadística）
- 現代建築研究所（Centro de Estudios Contemporáneo de Arquitectura）

が存在する。
学部生は7専攻、院生は13専攻を選択でき、特に経済学及びMBA(経営学修士)は南米トップクラスである。
教員は258名からなり、教授陣の多くはアメリカや欧州で博士号を取得している。その内66名の教授がフルタイムで勤務している。

### 交換留学・複数学位プログラム
交換留学制度として全世界で50以上の教育機関と提携しており、日本では慶應義塾大学および同志社大学と提携している。
フランスのSciences Poとは、政治経済学部生及び国際関係学科生を対象にした複数学位プログラムを提携している。
また、経営学部は学部生及びMBA生を対象として、フランスのHEC経営大学院と複数学位プログラムの提携をしている。

### ビジネススクール
MBAプログラムには、Part-Time MBAとEMBAがある。生徒数は1学年80名前後であり、90%はアルゼンチン人である。

## 芸術作品
Edward Shaw-María Padilla de Shawコレクションは、著名近代画家による100点以上の絵画から構成されている。特に著名な画家としては、Antonio Berni, Guillermo Kuitca, Antonio Seguí, Luis Fernando Benedit等が挙げられる。これらのコレクションは大学の廊下やホール、教室等に飾られている。

## 所在地
MiñonesキャンパスとAlcortaキャンパスの2キャンパスがあり、Miñonesキャンパスが中心となっている。
2007年10月よりAlcortaキャンパスの拡張工事が始まっており、近年中に規模の拡張が完了する見込みである。
両キャンパスとも、高級住宅街であるBelgrano街に位置している。尚、Alcortaキャンパスは日本でも有名な、CAリーベル・プレートのホームグラウンドから目と鼻の先に位置している。